# Allan Lawrence
Allan Cleave Evan Lawrence (ur. 9 lipca 1930 w Punchbowl w Nowej Południowej Walii, zm. 15 maja 2017 w Houston) – australijski lekkoatleta (długodystansowiec), medalista olimpijski z 1956.
Wystąpił na Igrzyskach Imperium Brytyjskiego i Wspólnoty Brytyjskiej w 1954 w Vancouver, gdzie zajął 8. miejsce w biegu na 6 mil, 10. miejsce w biegu na 3 mile i nie ukończył biegu maratońskiego.
Zdobył brązowy medal w biegu na 10 000 metrów na igrzyskach olimpijskich w 1956 w Melbourne za Wołodymyrem Kucem z ZSRR i Józsefem Kovácsem z Węgier. Zakwalifikował się do finału biegu na 5000 metrów, ale w nim nie wystąpił wskutek kontuzji. Na Akademickich Mistrzostwach Świata (organizowanych przez MZS) w 1957 w Moskwie zdobył srebrny medal w biegu na 10 000 metrów i brązowy w biegu na 5000 metrów.
Na igrzyskach olimpijskich w 1960 w Rzymie odpadł w eliminacjach biegu na 5000 metrów, nie ukończył biegu na 10 000 metrów i zajął 54. miejsce w maratonie.
W latach 1959–1961 ustanawiał halowe rekordy świata w biegu na 2 mile i biegu na 3 mile.
Był mistrzem Australii w biegu na 6 mil w 1954 i 1956, wicemistrzem w biegu na 3 mile w 1954 i 1956 oraz w biegu na 6 mil w 1953 i 1956, a także brązowym medalistą w biegu na milę w 1955, w biegu na 3 mile w 1957, w biegu na 6 mil w 1957 oraz w maratonie w 1953. Zdobył również mistrzostwo Stanów Zjednoczonych (AAU) w biegu na 10 000 metrów w 1960 i wicemistrzostwo w 1959, halowe mistrzostwo USA w biegu na 3 mile w 1960, a w biegu przełajowym był zarówno mistrzem USA (AAU), jak i akademickim mistrzem (NCAA) w 1959 i 1960.
Był dwukrotnie rekordzistą Australii w biegu na 5000 metrów (do wyniku 13:54,2 4 sierpnia 1957 w Moskwie) i trzykrotnie rekordzistą na 10 000 metrów (do wyniku 28:53,61 23 listopada 1956 w Melbourne).
Przez wielu lat mieszkał w Stanach Zjednoczonych, gdzie prowadził treningi dla biegaczy.

## Publikacje
Wspólnie z Markiem Scheidem:
- The Self-Coached Runner, Boston 1984
- The Self-Coached Runner II: Cross Country and the Shorter Distances, Boston 1987
- Running and Racing after 35, Boston 1990